# Критика патентов
Критика патентов — совокупность критических замечаний, направленных против современного патентного права.
Правоведы, экономисты, активисты, политические деятели, предприниматели и торговые ассоциации имеют разные мнения насчет патентов и ведут споры между собой. Критика патентов появилась ещё в XIX веке, в последнее время чаще всего обсуждаются достоинства и недостатки патентов на программное обеспечение и биологических патентов.
Эти споры являются частью большой дискуссии на тему «интеллектуальной собственности», которая отражает также между прочим и разные точки зрения на авторское право.
Попытки выявить причинно-следственные связи между патентной защитой и эффективностью инноваций предпринимались исследователями неоднократно. Однако до сих пор нельзя с уверенностью сказать, как патентование влияет на размер общественного благосостояния: выводы эконометристов варьируют в зависимости от методов, исходных данных, вводимых переменных и форм их представления.

## История
Антипатентные настроения достигли пика в викторианскую эпоху между 1850 и 1880 годами, когда проводилась масштабная кампания против патентного права. По мнению историка Адриана Джонса, кампания в Англии, «до сих пор остающаяся самой сильной из всех кампаний против интеллектуальной собственности», была близка к отмене патентов. Наиболее известные активисты (Изамбард Кингдом Брюнель, Уильман Роберт Гров, Уильям Джордж Армстронг) были изобретателями и предпринимателями, также кампания была поддержана радикальными laissez-faire экономистами (The Economist публиковал статьи с антипатентными взглядами), правоведами, учеными (которые были обеспокоены тем, что патенты препятствуют их исследованиям) и производителями.
Подобные дискуссии в это время велись в других европейских государствах: Франции, Пруссии, Швейцарии и Нидерландах (но не в США).
Основываясь на критике патентов как государственных монополий, несовместимых со свободной торговлей, в Нидерландах патенты были отменены в 1869 году (впервые введены в 1817 году), однако были снова введены в 1912 году. В Швейцарии критика патентов отложила их введение до 1907 года.

## Концептуальные подходы к оценке необходимости, достаточности и эффективности патентов
Современная экономическая теория предлагает три концептуальных подхода к оценке необходимости, достаточности и эффективности института интеллектуальной собственности (ИС), в частности, патента:
1. Классический либерализм, приверженцы которого отстаивают идею создания международной системы ИС — единых «правил игры» для всех участников мировой экономики;
2. Инновационный меркантилизм, призывающий: а) к созданию национальной системы ИС для защиты отечественных инноваций от «копирования» иностранными конкурентами; б) к отказу от участия в международном трансфере инноваций в пользу местного импортозамещающего производства;
3. Структурализм, сторонники которого отвергают категорию «интеллектуальная собственность» как таковую, признавая систему исключительных прав механизмом закрепления международного экономического неравенства. В рамках такого подхода влияние патента на распределение общественного благосостояния представляется логически обусловленным. Патент призван служить потребностям изобретателя, подкрепляя его исключительными правами владения, распоряжения и пользования инновациями. Тем самым он устанавливает как интеллектуальную, так и реальную рыночную монополию, что позволяет владельцам патентов концентрировать капитал, продавая доступ к производственным технологиям в виде лицензий, а также завышая цены на потребительские товары и услуги[5].

На уровне отдельной экономики эти подходы часто работают во взаимодействии, «сращиваясь» с национальной стратегией её государства, тем самым предвосхищая приоритеты в управлении интеллектуальными результатами. Выбранная стратегия — либо сохранение классических либеральных методов защиты, либо их корректировка в сочетании с мягко-правовыми альтернативами — влияет на скорость научно-технического прогресса и степень расслоения общества по уровню благосостояния.
Результаты сравнения концепций по ключевым критериям приведены в таблице 1.

Таблица 1. Интеллектуальная собственность как правовой институт в трактовках оппонирующих подходов: сравнительная характеристика
| Подход [по строке] Критерий [по столбцу]             | Классический либерализм | Инновационный меркантилизм | Структурализм |
| Международный трансфер технологий                    | Признает | Не признает | Признает |
| Масштаб действия системы ИС                          | Глобальный, международный                                                                                                  | Национальны | Не признает |
| Оценка/трактовка категории ИС                        | ИС = равенство стимулов на международном уровне при неоднородности стартовых условий                                       | ИС = защита национальных инноваций от «копирования» за рубежом | ИС = закрепление и усиление социально-экономического неравенства, монополизация рынка инноваций                                                                              |
| Источник научно-технического и социального прогресса | Международный трансфер лицензий и исключительных прав в системе унифицированных нормативов                                 | «Домашние» инновационные отрасли | Свободный доступ к знаниям и инновациям |
| «Побочные»/внешние эффекты                           | Неоднородность экономического развития: усиление международного неравенства, дискриминация развивающихся стран             | Высокие издержки производства инноваций, дезинтегрированность мировой экономики                                                                                               | Недостаток стимулов к производству инноваций |
| Приоритеты национальной стратегии                    | Институты ИС, привлекательная инфраструктура для производства и коммерциализации инноваций, международная интеграция права | Национальное производство инноваций, минимизация импорта ИС, усиление законодательства в области спецификации интеллектуальных результатов, мониторинг иностранных разработок | Отказ от ПИС, раскрытие инноваций, международная кооперация и интеграция, общественное и государственное финансирование инноваций (в условиях всеобщей признанности подхода) |

## Патентные тролли
Давно существующий аргумент против патентов — препятствие инновациям и возможность использовать патенты не по назначению.  Компании, владеющие портфелем патентов и подающие на других в суд за их нарушение, обычно при этом не производя ничего в данной области и не развивая технологии, уничижительно называются «патентными троллями».

## Требование выплат без указания конкретных нарушений и патентов
Владелец большого количества патентов может требовать выплат с распространителей программного обеспечения, угрожая судом, но при этом не указывая им, какие патенты нарушены и какой конкретно частью программного обеспечения.

## Патенты и программное обеспечение
Отдельно критикуются так называемые патенты на программное обеспечение — патенты на методы, используемые в программном обеспечении, — алгоритмы, способы работы с форматами файлов и т. п. В одних странах (включая Россию) они официально запрещены, а в других, включая США, могут выдаваться в полном соответствии с законами.
Хотя отчасти благодаря патентам и появляются технологии лучше запатентованных, они не всегда успевают стать достаточно популярными к тому времени, когда популярная запатентованная технология в существующем виде уже устаревает, и патенты на которую истекают.
- Некоторые компании опасаются использовать технологию, которая не упоминалась в судебных процессах с участием «патентных троллей» и/или держателей патентов на популярную технологию. Такие опасения (FUD) распространяют сами держатели патентов (пример: сжатие MP3).[11] Также под этим предлогом Nokia и Apple отказались реализовать поддержку свободного формата хранения видеоданных Ogg Theora, чем добились исключения[12] рекомендации его поддержки из разрабатываемой спецификации HTML 5.[12][13][14][15][16][17]

В исследовании, опубликованном в 2002 году Европейским Парламентом, сообщалось со ссылкой на немецкое исследование, что патентные архивы используются в первую очередь для поиска информации в юридических целях, а не в технических. Иногда это связывают с тем, что описания простейших действий в заявках намеренно усложняются, чтобы изобретение выглядело менее очевидным и более оригинальным, увеличивая шансы на выдачу патента. В то же время Software Freedom Law Center рекомендует разработчикам и авторам документации не читать патенты во избежание преследования за сознательное нарушение патента или перестраховки из‐за неправильного прочтения.
Патент США № 6935954, выданный Nintendo в 2005 году USPTO по переведенной на национальную фазу международной заявке PCT, описывает использование в компьютерной игре переменной «состояние рассудка персонажа», причины к её изменению и его последствия (замедление реакции, галлюцинации). Фонд свободного ПО считает, что это не сильно отличается от гипотетических патентов на сюжеты литературных произведений, описанных в статье Ричарда Столмана.

## Патенты на спорные методы
Комиссия по борьбе с лженаукой обращала внимание на то, что в 1997—2000 годах Роспатент выдал следующие патенты:
- Патент 2083239 — «Симптоматическое лечение заболеваний с помощью осиновой палочки в момент новолуния для восстановления целостности энергетической оболочки организма человека».
- Патент 2157091 — «Установление факта смерти пропавшего без вести человека по ранее принадлежавшей ему вещи».
- Патент 2140796 — «Устройство для энергетических воздействий с помощью фигур на плоскости, генерирующих торсионные поля».

Выдавались и другие, по мнению некоторых, псевдонаучные патенты.
Защитники псевдонаучных патентов объясняют, что выдача патентов на неработающие изобретения не приносит вреда потребителям, так как патент на неработающее изобретение не может быть применён, потому что по определению невозможно создать технологию, нарушающую такой патент. В то же время было бы слишком дорого и бесполезно заставить патентные бюро экспериментально проверять патенты на работоспособность. Однако псевдонаучные патенты вводят потребителей в заблуждение, создавая предположение научности или обоснованности запатентованных таким образом методов.

## Очевидные изобретения
Иногда патенты выдаются на изобретения, реализация которых многим кажется не заслуживающей патента. Например, в августе 2008 года корпорация Microsoft получила в США по заявке 2005 года патент на формулу использования кнопок компьютерной клавиатуры Page Up и Page Down для прокрутки ровно на высоту одной (как минимум, первой) страницы документа независимо от масштаба того, какая часть документа видна на экране, и во сколько колонок расположены страницы, а не на высоту видимой области, как обычно делается для удобства чтения всего текста.
Многие критиковали патент только за очевидность (но некоторые из них были введены в заблуждение броскими заголовками типа «Майкрософт запатентовала кнопки „Page Up“ и „Page Down“».), другие выступили в защиту неочевидности этого патента, но выразили сомнения в пользе этого патента.
В американской патентной системе патентный иск стоит огромных денег — даже если удаётся доказать, что патент несостоятелен. Поэтому небольшие компании предпочитают платить владельцу патента, чем госпошлину.

## Биопиратство
Ричард Столлман в своей статье «Биопиратство или биокаперство?» (англ. Biopiracy or Bioprivateering?) высказывал мнение о том, что страны третьего мира должны освободиться от практики патентования традиционных знаний, так как иначе они лишаются права свободно производить лекарства без выплаты компенсаций, права растить и разводить все сорта растений и породы животных и права использовать методы генной инженерии, называя компании, владеющие патентами на достояния аборигенных культур, не биопиратами, а биокаперами.

## Патенты и трагедия антиобщин
Теоретическая проблема с патентным правом обсуждалась Майклом Геллером и Ребеккой Сью Айзенберг. В сформулированной Геллером трагедии антиобщин, авторы, хотя и не отрицают роль патентов в мотивации изобретения и разглашения информации, утверждают, что медико-биологические исследования являются одной из ключевой областей, где права на интеллектуальную собственность могут стать настолько фрагментированными, что, по сути, никто не сможет ими воспользоваться, так как чтобы сделать это, нужно будет соглашение между владельцами всех фрагментов. С другой стороны, авторы не были уверены в характере предсказываемой ими проблемы. Эта проблема может быть как постоянной, так и переходной, в последнем случае владельцы прав на интеллектуальную собственность будут искать пути решения этой проблемы по мере возникновения, например, с помощью патентных пулов.

## Примеры из практики
Действующая система ИС может ограничить возможности коллективного, альтернативного или параллельного использования технологии. А. Пазалис доказывает неэффективность прав интеллектуальной собственности в индустрии 3D-печати, изучая взаимосвязь между патентной защитой и эффективностью инновационной деятельности в этой области. Анализ Fused Deposition Modelling (FDM), основной технологии индустрии, позволяет заключить, что истечение срока действия патента ускоряет широкое использование технологии университетами, производителями и низовыми сообществами, повышая перспективы экспериментов. В частности, истечение срока действия патента на FDM позволило создать Replicating Rapid prototype – первый самовоспроизводящийся 3D-принтер с открытой разработкой.
Ограниченность патентного режима подчеркивает необходимость разработки альтернативных институциональных механизмов, которые бы поддерживали инновационный режим проектирования, основанный на принципе общности, регулируя отношения между: а) общим пулом ресурсов; б) сообществом агентов, вносящих вклад и извлекающих выгоду из пула; в) правилами, нормами и социальными практиками, в рамках которых это происходит.